# Paul Taglioni
Pour les articles homonymes, voir Taglioni.
Paul Taglioni, né à Vienne le 12 janvier 1808 et mort à Berlin le 6 janvier 1884, est un danseur et maître de ballet allemand d'origine italienne.

## Biographie
Il étudie la danse à Paris avec son père, Filippo Taglioni, et avec Jean-François Coulon. Partenaire de sa sœur aînée Marie jusqu'en 1829, il se produit à Stuttgart, Vienne, Munich, Paris, Varsovie et Berlin. Cette dernière année, il épouse la danseuse Amalia Galster, avec qui il danse notamment aux États-Unis en 1839. De cette union est issue une fille prénommée Marie (1830/1833-1891), future princesse Joseph zu Windisch-Grätz, qui fera elle aussi une carrière de danseuse jusqu'à son mariage.
De 1847 à 1857, il est chorégraphe invité au Her Majesty's Theatre de Londres. En 1851, il est nommé maître de ballet permanent du théâtre de la cour (Hofoper) de Berlin.
Chorégraphe prolifique, il compose une cinquantaine de ballets et travaille notamment avec Cesare Pugni, Costantino Dall'Argine et Peter Ludwig Hertel.

## Liste chronologique des Ballets
- 1831 (Die Pagen des Herzogs von Vendôme) (Bearbeitung nach Jean-Pierre Aumer; Musik: Carl Blum), UA: Berlin, 29. Mai 1831
- 1831 La Nouvelle Amazône, Berlin
- 1832 Les Jeunes Pensionnaires, Berlin
- 1835 Amors Triumph (Anacreontisches Divertissement, Musik: Hermann Schmidt), UA: Berlin, 7. Januar 1835
- 1835 Der arme Fischer (Divertissement in 1 Akt, Musik: Hermann Schmidt), UA: Berlin, 28. März 1835
- 1836 Das Rosenmädchen / La fille de roses (Divertissement, Musik: Hermann Schmidt), UA: Berlin, 11. Februar 1836
- 1836 Uninde, die Wassernymphe (Ballett in 3 Akten, Musik: Hermann Schmidt), UA: Berlin, 24. Oktober 1836
- 1837 Arsène, (Ballett in 1 Akt nach dem Ballett Die neue Amazone von Filippo Taglioni, Musik: Hermann Schmidt), UA: Berlin, 30. September 1837
- 1838 Der Seeräuber (Musik: Wenzel Gährich), UA: Berlin, 18. September 1838
- 1839 Don Quixote (Musik: Wenzel Gährich), UA: Berlin, 19. März 1839
- 1840 Liebeshändel (Musik: Hermann Schmidt), UA: Berlin, 2. Januar 1840
- 1840 Die Hamadryaden (Musik: Adolphe Adam), Berlin
- 1842 (Die Tarantel) (Einstudierung nach Jean Coralli und Eugène Scribe, Musik: Casimir Gide), UA: Berlin, 30. Dezember 1842
- 1844 Die Insel der Liebe oder Das unausführbare Gesetz (Musik: Wenzel Gährich), UA: Berlin, 2. März 1844
- 1844 Miranda (Ballett-Divertissement in 1 Akt nach dem Ballett Miranda, ou le Naufrage von Filippo Taglioni, Musik: Daniel Auber, Gioachino Rossini), UA: Warschau, 30. Mai 1844
- 1844 Dwaj złodzieje, czyli Robert i Bertrand (Pantomimisches Ballett in 2 Akten nach dem Ballett Robert und Bertrand von François Michel Hoguet, Musik: Hermann Schmidt, Józef Stefani und Józef Damse), UA: Warschau, 9. Juni 1844
- 1845 Der Schutzgeist (Musik: Hermann Schmidt), UA: Berlin, 19. April 1845
- 1845 Pani T. w podróży, czyli Tancerka i rozbójnicy / La Prima Ballerina, ou L’Embuscade (Ballett-Divertissement in 1 Akt. Musik: Józef Stefani), UA: Warschau, 27. Juli 1845
- 1845 Zabawy zimowe, czyli Miłosne intrygi / Les Plaisirs de l’Hiver, ou Les Patineurs (Komisches Ballett in 1 Akt und 3 Bildern nach deinem eigenen Ballett Liebeshändel, Musik: Hermann Schmidt ?), UA: Warschau, 19. September 1845
- 1847 (Esmeralda) (Einstudierung nach Jules Perrot, Musik: Cesare Pugni), UA: Berlin, 19. Januar 1847
- 1847 Coralia or The Inconstant Knight (= neue Version von Undine) (Musik: Cesare Pugni), London
- 1847 Thea or The Flower Fairy / Théa ou La Fée aux Fleurs / (Musik: Cesare Pugni), UA: London, 17. März 1847; Thea oder Die Blumenfee Berlin 1860; neue Version in Mailand 1867
- 1847 Orithia (Musik: Cesare Pugni), London
- 1848 Fiorita et la reine des Elfrides (Musik: Cesare Pugni), UA: London, 19. Februar 1848
- 1849 Die Weiberkur (nach dem Ballett Le diable à quatre von Adolphe de Leuven und Joseph Mazilier; Musik: Adolphe Adam), UA: Berlin, 8. Januar 1849
- [1849 oder später] Die Bäuerin als Gräfin (aus: Die Weiberkur) (Musik: Adolphe Adam)
- 1849 Electra ou La Pléide perdue (Musik: Cesare Pugni), UA: London, 19. April 1849
- 1849 La Prima Ballerina ou L’Embuscade (Musik: Cesare Pugni), UA: London, 14. Juni 1849
- 1849 Les Plaisirs de l’Hiver ou Les Patineurs (Musik: Cesare Pugni), UA: London, 10. Juli 1849
- 1850 Les Métamorphoses du Diable (Musik: Cesare Pugni), UA: London, 12. März 1850
- 1850 Les Grâces zugeschrieben (Musik: Cesare Pugni), London
- 1851 L’Île des amours (Musik: Jean Baptiste Nadaud), London
- 1852 Satanella oder Metamorphosen (Pantastisches Ballet in 3 Akten und 4 Bildern; neue Version von Les Métamorphoses; Musik: Peter Ludwig Hertel und Cesare Pugni), UA: Berlin, 28. April 1852
- 1852 Die lustigen Musquetiere (Komisches Ballet in Einem Aufzuge (später in 3 Akten); Musik: Peter Ludwig Hertel), UA: Berlin, 25. November 1852
- 1854 Alphea (Musik: Peter Ludwig Hertel), Wien
- 1855 Ballanda, oder Der Raub der Proserpina (Ballet in 4 Akten und 9 Bildern; Musik: Peter Ludwig Hertel), UA: Berlin, 24. März 1855
- 1856 La Bouquetière zugeschrieben (Musik: ?), London
- 1857 Die Insel der Liebe (Musik: Matthias Strebinger), Wien
- 1857 Morgano (Phantastisches Ballet in 3 Akten und einem Vorspiel; Musik: Peter Ludwig Hertel), UA: Berlin, 25. Mai 1857
- 1858 Schlesisches Divertissement (Bauernhochzeit; Musik: Peter Ludwig Hertel), UA: Berlin, 6. Februar 1858
- 1858 Die Abenteuer von Flick und Flock (Komisches Zauberballet in 3 Akten und 6 Bildern; Musik: Peter Ludwig Hertel), UA: Berlin, 20. September 1858
- 1861 Ellinor oder Träumen und Erwachen / Ellinor; ossia Vedi Napoli e poi mori (Phantastisches Ballet in 3 Akten und 6 Bildern; Musik: Peter Ludwig Hertel), UA: Berlin 19. Februar 1861
- 1862 Electra oder Die Sterne / Le stelle (Phantastisches Ballet in 3 Akten und 7 Bildern; Musik: Peter Ludwig Hertel), UA: Berlin 15. November 1862 (? = Le stelle, Mailand)
- 1863 I Due Soci (Musik: Peter Ludwig Hertel), Mailand
- 1863 Il ratto di Proserpina (Musik: Peter Ludwig Hertel), Mailand
- 1863 Ercole secondo (Musik: Peter Ludwig Hertel), Mailand
- 1864 Das schlecht bewachte Mädchen 'La Fille mal gardée'  (Pantomimisches komisches Ballet in 2 Abteilungen und 4 Bildern; Ch: François Michel Hoguet nach Jean Dauberval, UA: Berlin, 12. August 1818); Neueinrichtung durch Paul Taglioni (Musik: Peter Ludwig Hertel), Berlin 1864
- 1865 Leonilda ossia La fidanzata del filibustiere (Musik: Paolo Giorza), Mailand
- 1865 Sardanapal (Großes historisches Ballet in 4 Akten und 7 Bildern; Musik: Peter Ludwig Hertel), UA: Berlin, 24. April 1865
- 1867 Thea ossia La Fata dei Fiori, neue Version von Théa ou La Fée aux Fleurs (Musik: Costantino Dall'Argine), Mailand
- 1868 Don Parasol (Phantastisches Ballet in 3 Akten und 5 Bildern; Musik: Peter Ludwig Hertel), UA: Berlin, 8. Januar 1868
- 1869 Fantasca (Großes Zauberballet in 4 Akten und 1 Vorspiel; Musik: Peter Ludwig Hertel), UA: Berlin, 30. März 1869
- 1872 Militaria (Ballet in 4 Bildern und szenischem Prolog; Musik: Peter Ludwig Hertel), UA: Berlin, 27. April 1872
- 1876 Madeleine (Pantomimisches Ballet in 4 Akten und 9 Bildern; Musik: Peter Ludwig Hertel), UA: Berlin, 13. März 1876
- 1877 Lamea, die Favoritin des Rajah (Divertissement mit Gesang; Musik: Peter Ludwig Hertel und Léo Delibes), UA: Berlin, 12. November 1877
- 1878 Ein glückliches Ereignis (Ballettdivertissement in 2 Akten und 3 Bildern; Musik: Peter Ludwig Hertel), UA: Berlin, 25. August 1878
- 1882 Niederländische Bilder (Ballettdivertissement in 2 Szene; Musik: Peter Ludwig Hertel), UA: Berlin, 31. Mai 1882